# Międzynarodowy Dzień Głuchych
Międzynarodowy Dzień Głuchych lub Międzynarodowy Dzień Niesłyszących (ang. International Day for the Deaf) – święto obchodzone corocznie w ostatnią niedzielę września ustanowione w 1958 roku przez Światową Federację Głuchych (ang. World Federation of the Deaf, WFD) wieńczące przedłużony później do pełnego tygodnia Międzynarodowy Tydzień Głuchych (ang. International Week of the Deaf, IWD) upamiętniający powstanie organizacji we wrześniu 1951 roku.
Powołując do życia Dzień Głuchych, Federacja ogłosiła jednocześnie konkurs na najlepszy plakat upamiętniający święto (Bruksela 1958). Wygrał go polski malarz Henryk Osten-Ostachiewicz (1911-1974), osoba niesłysząca. Plakat przedstawiał twarz z przekreślonym uchem.
Celem IWD jest zwrócenie uwagi polityków, władz, opinii publicznej i mediów na problemy osób niesłyszących na całym świecie, na ich prawa, osiągnięcia oraz ich obawy w codziennym życiu, m.in. przed dyskryminacją. Podczas obchodów Tygodnia są organizowane  imprezy, marsze, kampanie i spotkania, poświęcone promowaniu praw ludzi niesłyszących, na których m.in. władze lokalne lub krajowe prezentują swoje aktualne programy działania.
W Polsce obchody organizuje Polski Związek Głuchych.
10 września 2011 w Sztokholmie i w pięciu innych miastach Szwecji, a także w innych krajach, odbył się po raz pierwszy Światowy Dzień Języków Migowych (ang. World Day of Signed Languages, WDSL). Organizatorami były Szwedki Juli af Klintberg i Alexia Lefebvre.

## Międzynarodowy Dzień dla Ucha i Słuchu
Utrata słuchu jest najczęstszym uszkodzeniem narządów czucia na całym świecie. Ponad 275 milionów ludzi na całym świecie cierpi z powodu utraty słuchu lub głuchoty. 
Z inicjatywy Światowej Organizacji Zdrowia 3 marca obchodzony jest Międzynarodowy Dzień dla Ucha i Słuchu (ang. International Day for Ear and Hearing); inna nazwa z ros. Международный день по охране здоровья уха и слуха, Międzynarodowy dzień ochrony zdrowia ucha i słuchu.
Dzień ten ma na celu podniesienie świadomości i stymulowanie działań na poziomie wspólnotowym w dziedzinie zdrowia ucha i słuchu. WHO ma na celu zapewnienie wsparcia technicznego dla państw członkowskich w zakresie rozwoju i wdrażania krajowych planów w celu zapewnienia podstawowej opieki zdrowotnej w zakresie chorób ucha i słuchu, jako część ich podstawowych systemów opieki zdrowotnej.